# 1353
| [ Edytuj tabelę ]                          |                                                                                   |
| Król Polski                                | - 1333 Kazimierz III Wielki 1370                                                  |
| Król Albanii                               | - 1332 Robert 1364                                                                |
| Współksiążęta Andory                       | - 1351 Hug Desbac 1361 - 1343 Gaston III 1391                                     |
| Król Anglii                                | - 1327 Edward III 1377                                                            |
| Król Aragonii i Walencji, hrabia Barcelony | - 1336 Piotr IV Aragoński 1387                                                    |
| Władca Azteków                             | - 1325 Tenoch 1376                                                                |
| Książę Bawarii                             | - 1347 Stefan II 1375                                                             |
| Margrabia Brandenburgii                    | - 1351 Ludwik Młodszy 1356                                                        |
| Książę Burgundii                           | - 1349 Filip I z Rouvres 1361                                                     |
| Cesarz Bizancjum                           | - 1347 Jan VI Kantakuzen 1354                                                     |
| Car Bułgarii                               | - 1331 Iwan Aleksander 1371                                                       |
| Cesarz Chin                                | - 1333 Huizong 1368                                                               |
| Król Cypru                                 | - 1324 Hugo IV 1359                                                               |
| Król Czech                                 | - 1346 Karol IV Luksemburski 1378                                                 |
| Król Danii                                 | - 1340 Waldemar Atterdag 1376                                                     |
| Władca Egiptu                              | - 1351 As-Salih Salih 1354                                                        |
| Cesarz Etiopii                             | - 1344 Nyuaje Krystos 1372                                                        |
| Król Francji                               | - 1350 Jan II Dobry 1364                                                          |
| Król Gruzji                                | - 1346 Dawid IX 1360                                                              |
| Hrabia Holandii                            | - 1346 Wilhelm V 1358                                                             |
| Cesarz Japonii                             | - 1339 Go-Murakami 1368                                                           |
| Kalif                                      | - 1352 Al-Mu’tadid I 1362                                                         |
| Król Kastylii i Leónu                      | - 1350 Piotr I Okrutny 1369                                                       |
| Patriarcha Konstantynopola                 | - 1350 Kalikst I 1354                                                             |
| Władca Korei                               | - 1351 Kongmin 1374                                                               |
| Wielki książę litewski                     | - 1345 Olgierd 1377                                                               |
| Cesarz Majapahitu                          | - 1350 Hajam Wuruk 1389                                                           |
| Sułtan Maroka                              | - 1350 Abu Inan Faris 1358                                                        |
| Książę Mediolanu                           | - 1339 Giovanni 1354                                                              |
| Senior Monako                              | - 1338 Karol I 1357 - 1352 Rainier II 1357 - 1352 Antoni 1357 - 1352 Gabriel 1357 |
| Wielki książę moskiewski                   | - 1340 Siemion Dumny 1353 - 1353 Iwan II Piękny 1359                              |
| Król Nawarry                               | - 1349 Karol II Zły 1387                                                          |
| Król Norwegii                              | - 1319 Magnus Eriksson 1355 - 1343 Haakon VI Magnusson 1380                       |
| Hrabia Palatynatu                          | - 1327 Rudolf II Wittelsbach 1353 - 1353 Ruprecht I Wittelsbach 1356              |
| Papież                                     | - 1352 Innocenty VI 1362                                                          |
| Król Portugalii                            | - 1325 Alfons IV 1357                                                             |
| Cesarz Rzymski (niemiecki)                 | - 1346 Karol IV Luksemburski 1378                                                 |
| Książę Saksonii                            | - 1298 Rudolf I 1356                                                              |
| Kapitanowie Regenci San Marino             | - 1353 Giovanni di Guiduccio Nino di Simonino 1353                                |
| Car Serbii                                 | - 1331 Stefan Urosz IV Duszan 1355                                                |
| Król Szkocji                               | - 1329 Dawid II Bruce 1371                                                        |
| Król Szwecji                               | - 1319 Magnus Eriksson 1363                                                       |
| Król Tajlandii                             | - 1350 Ramathibodi I 1369                                                         |
| Sułtan Turków                              | - 1324 Orchan 1360                                                                |
| Doża Wenecji                               | - 1342 Andrea Dandolo 1354                                                        |
| Król Węgier                                | - 1342 Ludwik Andegaweński 1382                                                   |
| Wielki mistrz zakonu krzyżackiego          | - 1351 Winrich von Kniprode 1382                                                  |

Rok 1353 / MCCCLIII
stulecia: XIII wiek ~
XIV wiek ~
XV wiek

lata: 1343 «
1348 «
1349 «
1350 «
1351 «
1352 «
1353
» 1354
» 1355
» 1356
» 1357
» 1358
» 1363

## Wydarzenia w Polsce
- 7 stycznia – Henryk II z Bancz został biskupem lubuskim.
- 13 września – Nowe Miasto Lubawskie uzyskało prawa miejskie.
- 31 października – Olsztyn uzyskał prawa miejskie.
- miał miejsce najazd litewski na Zawichost[1].
- Wcielenie ziemi łęczyckiej i ziemi dobrzyńskiej do Korony.
- Tarczyn uzyskał prawa miejskie.
- Pierwsze wzmianki o wsi Czermna.

## Wydarzenia na świecie
- 27 maja – w Budzie król czeski i niemiecki Karol IV Luksemburski pojął za żonę księżniczkę świdnicką Annę z dynastii Piastów.
- 3 czerwca – król Kastylii i Leónu Piotr I ożenił się z Blanką de Burbon.
- 28 lipca – w Pradze Anna świdnicka została koronowana na królową Czech przez arcybiskupa Arnošta z Pardubic.

## Urodzili się
- 15 lipca – Włodzimierz Chrobry, książę borowsko-sierpuchowski, moskiewski, wołucki, rżewski, horodecki i uglicki (zm. 1410)
- Małgorzata I, władczyni Danii, Norwegii i Szwecji (zm. 1412)

## Zmarli
- 7 lutego – Mikołaj z Biechowa, wojewoda kaliski, wojewoda poznański, starosta generalny Wielkopolski (ur. ?)
- 13 kwietnia – Herman IX, margrabia Badenii z rodu Zähringen (ur. ?)
- 27 kwietnia – Siemion Dumny, wielki książę moskiewski (ur. 1316)[2]
- 4 października – Rudolf II Wittelsbach, hrabia Palatynatu Reńskiego (ur. 1306)[3]
- data dzienna nieznana:
  - Stefan II Kotormanić, ban Bośni (ur. ?)[4]